# アニメちゃん
『アニメちゃん』は、1984年に公開された、日本のファミリー映画および劇中に登場する主人公の名前。円谷プロダクション製作。『ウルトラマン物語』と同時上映された。アニメ作品ではなく実写の中編作品である。
円谷プロの三大怪獣、カネゴン、ピグモン、ブースカが主演である。
ブースカの声は『快獣ブースカ』と同じ高橋和枝が演じた。ブースカ復活の意図もあり、また実現していないが、リメイクのテレビシリーズも企画された。
同時上映である『ウルトラマン物語』がウルトラマンや怪獣のみ登場する仮面劇なのに対し、本作は顔出しの俳優が出演する映画となっている。また、二瓶正也など過去のウルトラシリーズの出演俳優も出演している。
ウルトラマンこそ登場していないが、外伝的な扱いでウルトラシリーズ関連のCDに音源が収録される事がある。
なお、本作はこれまで一度もソフト化されていない。

## ストーリー
怪獣が好きな12歳のパソコン少女アニメちゃんが壁に描いた、ブースカ、カネゴン、ピグモンの三大愉快獣が宇宙電波の影響で実体化する。空を飛ぶブースカ、火を吐くピグモン、お金を食べるカネゴンの三匹（ブーカーピーと呼ばれる）はアニメちゃんの家に居候するも、食費がかさんでしまい、本物の怪獣を探していた大金の計らいで愉快な彼らは遊園地でのバイトの職につくのであるが…。

## スタッフ
- 製作・企画：円谷皐
- プロデューサー：伊藤正純、宇川清隆
- 監督：湯浅憲明
- 脚本：平野靖士、平野美枝
- 音楽：菊池俊輔、円谷音楽出版
- 撮影：森隆吉
- 照明：小中健二郎
- 録音：大塚晴寿
- 美術：山口修
- 編集：小林煕昌
- 造型：若狭新一
- 操演：根岸泉
- 助監督：宮坂清彦、鹿島勤、横山浩幸

## 出演
- 宇良々アニメ：山田恭子
- パパ：出門英
- ママ：大杉久美子
- 宇良々マンガ：岡田二三
- おじいちゃん：坊屋三郎
- カネゴン：つかせのりこ（声）、古池啓一（演技）
- ピグモン：栗葉子（声）、金杉太朗（演技）
- ブースカ：高橋和枝（声）、豊田純栄（演技）
- 編集さん：真夏竜
- おまわりさん：二瓶正也
- ラーメン屋：辻三太郎
- 栗田八郎
- ボス：田辺潤
- 仲間たち：小林健一、野口隆哉
- 近所の人たち：加藤茂雄、打出親五、成瀬明、小笠原まりこ、志賀真津子、志村幸江、吉沢ひとみ
- 大金：左とん平

## 三大愉快獣（ブー・カー・ピートリオ）
アニメの描いた怪獣が宇宙電波の影響で実体化した。
宇宙電波の件はパンフレットなどに掲載される（掲載された物語自体が若干異なる）のみで、作品中では語られない。また、三大愉快獣の呼称も本編では使われていない。
鏡の中の異世界と現実世界を自由に行き来できる。
ブー・カー・ピートリオの元は、ブースカ、カネゴン、ピグモンの頭文字からである。
各怪獣の詳細はそれぞれの項を参照。
- カネゴン
- ピグモン
- ブースカ

## 漫画
てれびくん 1984年6月号 - 連載　作画：田中道明

## 逸話
- 人気怪獣が3体登場している本作であるが、特にブースカの人気が高く、ロケ地においてはブースカ目当てに人だかりができたという[5]。